# Dukajla
Dukajla (arab. دكيلة) – wieś w Syrii, w muhafazie Hama. W 2004 roku liczyła 561 mieszkańców.